# Guy Lux
Pour les articles homonymes, voir Lux.
 (mars 2014).
Si vous disposez d'ouvrages ou d'articles de référence ou si vous connaissez des sites web de qualité traitant du thème abordé ici, merci de compléter l'article en donnant les références utiles à sa vérifiabilité et en les liant à la section « Notes et références ».
Guy Lux (/gi lyks/), né le 21 juin 1919 à Paris 12e et mort le 13 juin 2003 à Neuilly-sur-Seine, est un producteur et un animateur de jeux et de divertissements télévisés français. Il conçoit et lance à l'antenne de nouvelles formules de jeux et plus de cinquante émissions de variétés et de divertissement à la radio et à la télévision dont Intervilles, Jeux sans frontières, Le Palmarès des chansons, Cadet Rousselle, Ring Parade ou encore Cadence 3.
Avec son comparse Léon Zitrone, il incarne l'une des personnalités les plus emblématiques et populaires de la télévision française des années 1960 à 1990.

## Biographie

### Origines et famille

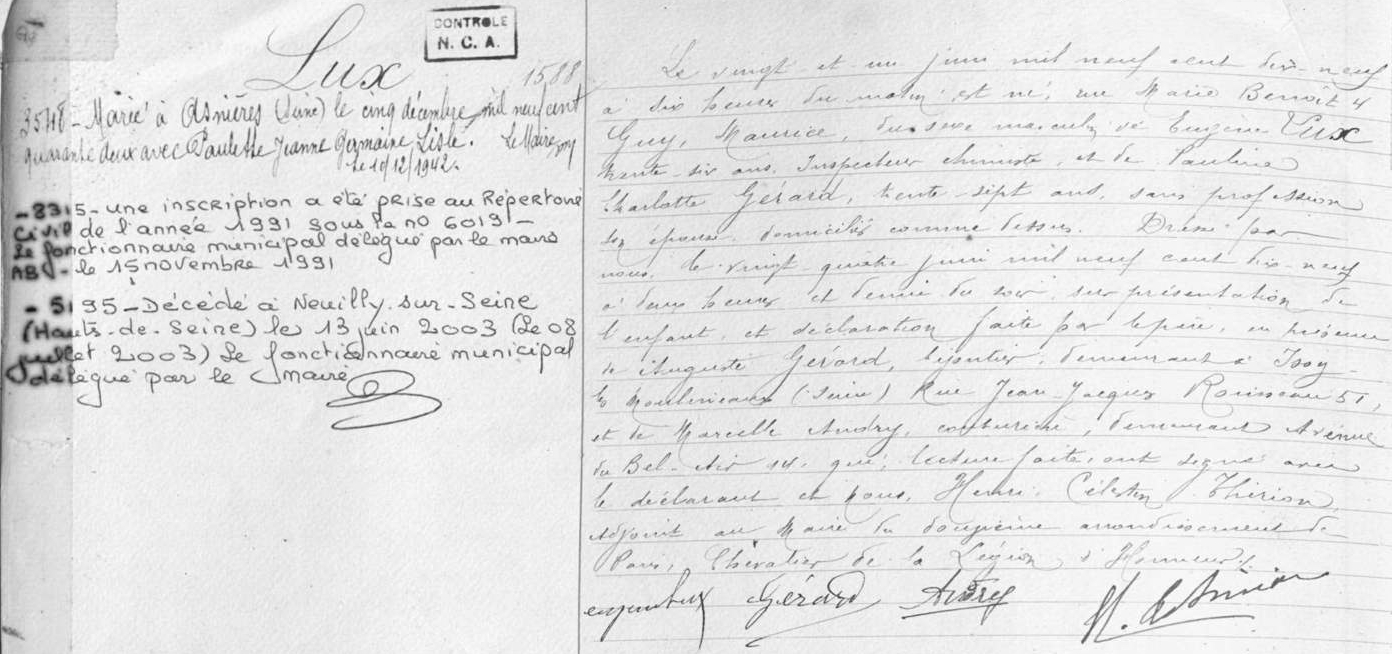
Acte de naissance.

Guy Maurice Lux, bien que d'autres sources le nomment « Maurice Guy »,, , est le fils d'Eugène Lux, chimiste à l'institut Pasteur et de son épouse, née Charlotte Gérard. La famille Lux est originaire de Haute Alsace (Sundgau) et, selon les propres mots de Guy Lux, provenant probablement du canton d'Altkirch.

### Études et jeunesse
Il effectue de médiocres études secondaires au lycée Voltaire à Paris puis entame des études supérieures à l'école Estienne, spécialisée dans les arts et industries graphiques. Après des études à l'école des arts appliqués et aux Beaux-Arts, Guy Lux s'oriente vers la chanson comme parolier, mais il éprouve des difficultés à trouver preneur pour ses textes.
Au début de la Seconde Guerre mondiale en 1939, il est mobilisé, affecté comme ambulancier et chargé d'assurer le transport des blessés entre les postes de première ligne et les hôpitaux. Fait prisonnier lors de la bataille de France, Guy Lux parvient à s'évader et rejoint la Résistance en 1943 avant de s'engager dans les troupes alliées. Pour ces faits, il est décoré de la Médaille des évadés et de la Croix de guerre.
En 1948, il s’installe comme quincaillier à Asnières-sur-Seine, en banlieue parisienne. Il conçoit dès lors ses premiers jeux qu'il teste sur ses clients, tout en animant les activités de la paroisse Saint-Joseph d'Asnières.

### Carrière

#### Débuts
Sa carrière télévisuelle débute en 1952 à Télé Luxembourg avec l'appui de Pierre Bellemare, après avoir lancé l'idée originale de jeux radiophoniques et télévisés à la RTF.

#### Années 1960 et 1970
En 1960, Guy Lux présente, sur la RTF, sa première émission intitulée Contact, qui devient La Roue tourne dont il est le créateur et l'animateur, en collaboration avec l'animatrice Marina Grey et l'historien Jean-François Chiappe. L'animateur en dresse un bilan dans son premier livre Inter-Lux (Solar, 1966) : 900 000 kilomètres parcourus par Guy Lux et son équipe, 99 départements visités, 145 émissions filmées et diffusées, 153 candidats dont 25 « grands gagnants » et 28 perdants.
L'une de ces émissions du jeu diffusée en mai 1961 évoque, pour la première fois à la télévision (sous la forme d'un reportage ludique), l'hypothétique trésor de Rennes-le-Château, avec l'aide bienveillante du restaurateur Noël Corbu,.
Il conçoit ou anime ensuite plusieurs émissions de jeux ou variétés qui ont marqué l'histoire de la télévision française, dont le célèbre Intervilles, créé avec Pierre Brive en 1962 et qu'il anime avec Simone Garnier et Léon Zitrone et il devient célèbre en France, Interneige à partir de 1964 et les Jeux sans Frontières à partir de 1965. À la radio, après RTL, il passe sur Europe n° 1 en 1972.
Animateur d'émissions de variétés, il présente le Palmarès des chansons de 1965 à 1968 avec Anne-Marie Peysson, suivi à la rentrée 1968 par Si ça vous chante, puis Chansons champions et Les Étoiles de la chanson en compagnie de Jacqueline Alexandre, puis Sophie Darel.
Il participe aussi régulièrement à Télé-Dimanche et anime à partir du 4 novembre 1971 Cadet Rousselle, toujours en compagnie de Sophie Darel, et ce jusqu'au 21 juin 1973. Suit une trêve de plusieurs mois où il est remplacé par Jacques Martin et son Taratata. Guy et Sophie reviennent le 7 mars 1974 avec Domino et French cancan, de la rentrée 1974 jusqu'à fin décembre, qui marque la fin de l'ORTF.
Lors de la création d'Antenne 2 le 6 janvier 1975, il revient le dimanche soir 19 janvier 1975 pour la première du Ring parade et Système 2 qui durera jusqu'à l'été 1976. Cette même année, il revient le dimanche midi avec Midi Ring. L'édition Interneige de 1977 verra la création de la première version de La Classe. Le 14 juillet, il présente une émission unique intitulée La Bastille en chantant, suivie à l'automne 1977 par une série de quatre émissions intitulées Un taxi en or... en compagnie de Sophie Darel.  En janvier 1978, il anime, à 19 h 45, les Six jours d'Antenne 2, qui sera suivi par le Top Club et le Top Club dimanche — le Top Club verra la seconde version de ce qui va devenir La Classe. À la même époque, il anime aussi Loto-chansons le samedi après-midi, une émission qui fut tristement célèbre après son annonce en direct, le samedi 11 mars 1978, du décès de Claude François.
Il profite de sa trêve télévisuelle pour réaliser à l'automne 1976 le film Drôles de zèbres, qui sort en mars 1977, avec Sim, Alice Sapritch et toute une pléiade d'artistes, ainsi que le chanteur Claude François. Le film est un échec cuisant, il reçoit les foudres de la critique cinématographique. Guy Lux souhaite, malgré tout, tourner un second film intitulé Les Charlots dans l'espace, mais abandonne ce projet et met un terme à cette activité éphémère dans le cinéma. Il participe également à différents journaux spécialisés en tant que pronostiqueur de courses hippiques.
Lors d'un Système 2 diffusé le 14 septembre 1975, il participe à un sketch de Coluche, Le Schmilblick, qui parodie le jeu du même nom, dont il est justement l'animateur. En 1979, quand vient l'heure de prendre sa retraite, il refuse de la prendre car il est engagé sur plusieurs projets. Guy Lux est l'un des premiers animateurs issus de l'ORTF à souhaiter travailler au-delà de 60 ans, avec Léon Zitrone. Son souhait de rester à la télévision au-delà de 60 ans ne fait cependant pas trop de vagues et il reste encore en poste pendant toute une décennie. À l'automne 1979, succède à Top Club dimanche, le Palmarès 79, émission de variétés d'abord mensuelle puis diffusée tous les quinze jours le mercredi soir, succède ensuite le Palmarès 80 puis le Palmarès 81 et ce, jusqu'à la dernière du 16 décembre 1981.

#### Années 1980
En 1981, avec l'arrivée de la gauche au pouvoir, il est renvoyé par une décision d'Antenne 2 alors qu'il est à la tête de quatre émissions.
Son dernier Palmarès réunit les plus grands noms de la chanson française : Dalida, Julien Clerc, Michel Sardou, Mireille Mathieu, Serge Gainsbourg, Serge Lama, Sheila, Sylvie Vartan, Tino Rossi, Johnny Hallyday,  tous ceux qu'il a reçus dans ses émissions depuis seize ans. Sa disgrâce est provisoire après que le président François Mitterrand a prononcé une petite phrase, lors d'un dîner avec des pontes de la télévision : « Ceux qui ont voté pour moi n'ont pas voté contre Guy Lux ». Quelques années plus tard, Jack Lang, ministre de la Culture, explique qu'il n'y a eu aucune volonté d'écarter Guy Lux à aucun moment. En 1981, Guy Lux n'a à faire face qu'à des procédures administratives normales relatives à sa mise à la retraite, il a alors 62 ans. De nombreux animateurs ou salariés de la télévision prennent leur retraite légale vers la même époque, ce qui aurait dû être le cas pour lui, en 1979. Il anime encore pour Antenne 2, les Jeux sans frontières 1982 en compagnie de Simone Garnier. En janvier 1983, il revient sur FR3 avec Cadence 3. Après la fin de Cadence 3, il relance à l'été 1985, sur la même chaîne, Intervilles, le spectacle qu'il a créé avec Simone Garnier et Léon Zitrone. Le succès est tel que TF1 organise le transfert du jeu avec son équipe sur son antenne (où le jeu sera diffusé jusqu'en 1991).
Parallèlement, il anime en 1984 et 1985, les jeux de la mi-journée sur la radio RMC, en compagnie de Frédéric Gérard. En 1986 Guy Lux anime le divertissement C'est aujourd'hui demain. Le 31 décembre 1986, dans un dérivé du programme intitulé C'est demain 87, il présente la finale télévisée de Miss France 1987. Pour la première à la télévision l'élection de Miss France est diffusée en direct à la télévision, Guy Lux et la directrice des divertissement de FR3 Sabine Mignot ont eu l'idée de cette retransmission à la télévision.
Sa société de production, People production, créée au début des années 1980, lui permet de (re)lancer en 1987 l'émission de divertissement La Classe, animée par Fabrice sur FR3. Il signe les paroles de la chanson de Bézu La Queuleuleu.
En septembre 1988, le vice-président de TF1 Etienne Mougeotte et la directrice des variétés de la chaîne Dominique Cantien font appel à lui pour essayer de contrer Jacques Martin qui fait de bonnes audiences sur Antenne 2 le dimanche après-midi. Il présente alors, à compter du 25 septembre 1988 Interchallenges — qui, comme les émissions de Jacques Martin est entrecoupé d'une série américaine (Pour l'amour du risque) — où il diffuse notamment des extraits de l'émission américaine That's Incredible! (en), comme l'a fait Jacques Martin avec Incroyable mais vrai !. En 1987-1988, il anime Intercontinents.
En 1989, Guy Lux, qui vient d'avoir 70 ans en juin, est dénigré par certains animateurs, comme Patrick Sabatier et Michel Drucker. Ce dernier, qui va rejoindre la chaîne TF1, raconte que Guy Lux est trop vieux et qu'il doit passer la main[réf. nécessaire]. Philippe Guilhaume, président d'Antenne 2, et ami de longue date de Guy Lux, répliquera dès 1989 en qualifiant Michel Drucker d'« homme du passé ». Michel Drucker devra partir d'Antenne 2 en 1990.
En 1988, Guy Lux parraine les débuts de carrière de l'humoriste Lagaf', qui participe déjà à l'émission La Classe.

#### Années 1990 et 2000
Jacques Chirac, alors Premier ministre, en qui il voit un soutien, perd l'élection présidentielle de 1988 et la position de Guy Lux au début des années 1990, vu son âge, devient de plus en plus délicate alors qu'au même moment, la télévision française voit arriver beaucoup de nouveaux animateurs tels que Charly et Lulu, Laurent Boyer, Julien Courbet, Olivier Chiabodo, Pascal Brunner, Vincent Lagaf', Arthur notamment.
En 1991, Guy Lux est contraint de se retirer des écrans, en tant qu'animateur. Il continue néanmoins à créer et à produire des concepts de nouvelles émissions avec sa société de production comme l'émission de variétés Succès fous, de 1990 à 1992. Avec son comparse Claude Savarit, il trouve l'idée du jeu L'Or à l'appel, qui est présenté par Vincent Lagaf' de mars 1996 à juin 1997.
En juin 1993, Guy Lux confirme son retrait des écrans en tant qu'animateur, et continue de lancer des projets. Malgré ce retrait qu'il pense être provisoire, il espère être plébiscité par son public, mais il n'y a pas de véritable engouement des téléspectateurs pour demander son retour.
Durant la décennie 1990, Guy Lux tente en vain de revenir en tant qu'animateur et producteur d'émissions de variétés, dont il propose plusieurs projets, tous refusés. Les dirigeants de TF1 misent à cette époque sur les reality shows (émissions Perdu de vue, Les Marches de la gloire, etc.) et des animateurs ambitieux plus jeunes. Aussi, à l'époque, le concept des émissions de variétés commence à être usé et à ne plus être « à la mode ». Durant cette période, Guy Lux propose également des idées de nouveaux jeux, mais cela se solde par des échecs. En 1992, Guy Lux est victime d'un premier accident vasculaire cérébral[réf. nécessaire].
En 1994, il lance le jeu musical Fa Si La Chanter, présenté par Pascal Brunner (du 3 octobre 1994 au 19 mai 2000) qui connait un gros succès. Enfin, il continue à produire jusqu'à fin 1994 La Classe avec Fabrice, émission qui fait la part belle aux humoristes reconnus, dont Jean-Louis Blèze, et aux jeunes qui montent tels Anne Roumanoff, Chantal Ladesou, El Chato, Élie Kakou, Jean-Marie Bigard, Les Vamps, Michèle Laroque, Muriel Robin, Pierre Palmade, Tex, Lagaf', Virginie Lemoine et beaucoup d'autres.
TF1, qui a relancé Intervilles en 1995 avec son accord, lui rend hommage, en 1997 au cours d'une émission spéciale intitulée C'est du Lux avec notamment Jean-Pierre Foucault et Lagaf'.
Début 2001, il tente une dernière fois de sortir de sa retraite et propose à Patrick Le Lay et Étienne Mougeotte, dirigeants de TF1, des projets de jeux et d'émissions de variétés qu'il animerait. Les deux dirigeants refusent d'envisager un retour à la télé de Guy Lux. L'équipe dirigeante de TF1 fait finalement appel à Endemol et programme l'émission de télé-réalité Star Academy, au grand dam de Guy Lux qui critique ce concept qu'il associe à de la « trash TV » (télé poubelle). En 2002, Guy Lux fera part[Où ?] de son opinion à propos de l'émission Star Academy : il pense que ce concept de programme donne une mauvaise image du monde de la chanson et des variétés. Pour lui, un chanteur ne peut pas naître en quelques semaines, et faire des scènes prestigieuses au bout de quelques mois, alors que dans la réalité, il est difficile d'émerger dans ce métier. Plutôt que de faire appel à Endemol, il aurait préféré que l'on mise sur le modèle de l'émission de Mireille, des années 1960, Le Petit Conservatoire de la chanson, qui aurait été une solution économique.
Guy Lux fait sa dernière apparition à l'image lors de l'élection de Miss France 2003 sur TF1, le 14 décembre 2002, avec Jean-Pierre Foucault[réf. nécessaire].

### Vie privée

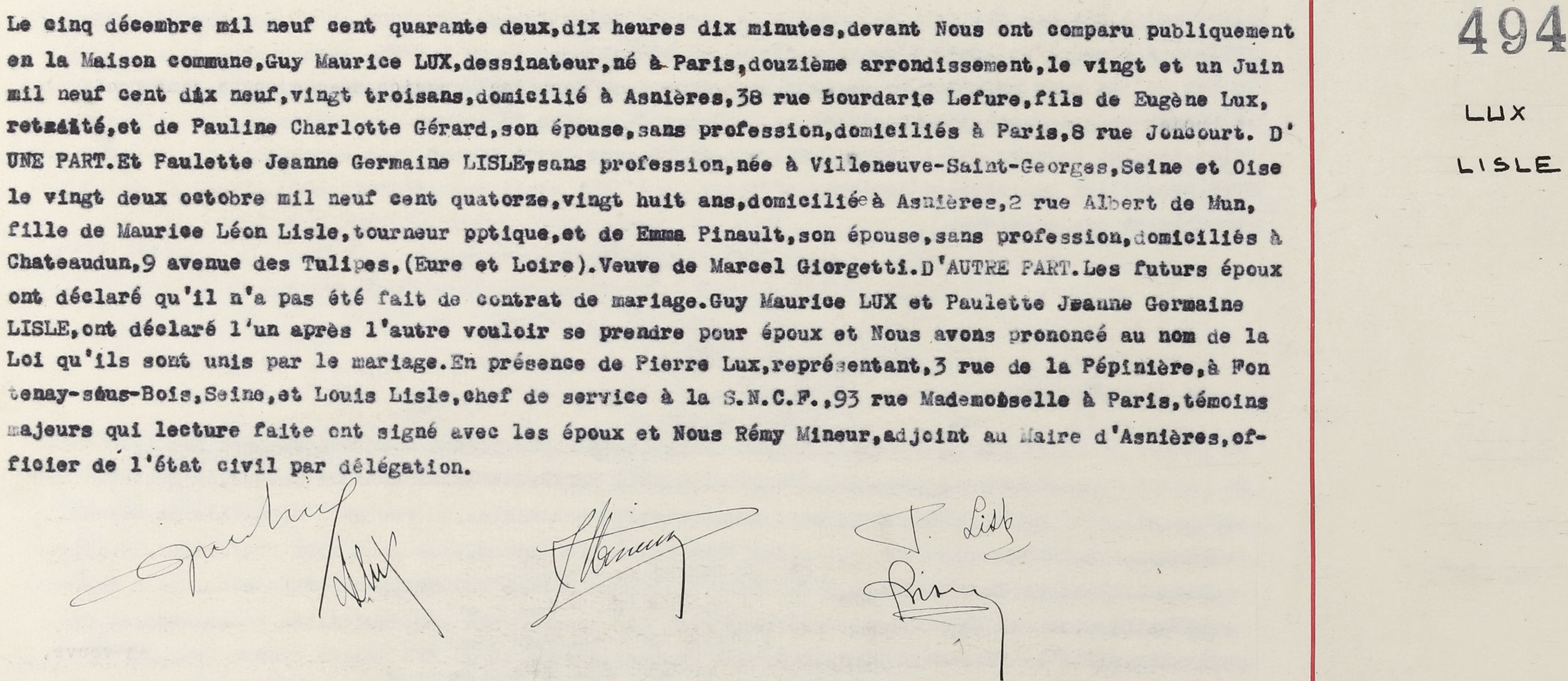
Acte de mariage.

Guy Lux épouse à Asnières-sur-Seine le 5 décembre 1942 Paulette Lisle (née le 22 octobre 1914 à Villeneuve-Saint-Georges, décédée le 28 juin 1995 à Saint-Gratien). Le couple a deux enfants : Christiane (1942-1964) et Michel (né en 1943).
Christiane, épouse Lauduique, meurt en 1964 des suites d'un accident de voiture à l'âge de 22 ans laissant un fils, Jean-Christophe âgé de trois mois. À la suite de ce drame, Guy Lux a porté plainte contre la clinique de Saint-Jean-de-Luz, où sa fille a été transportée dans un état désespéré, déclarant : « Je ne peux pas dire que Christiane aurait pu être sauvée, mais il est impensable qu'elle soit restée durant près de trois heures sans qu'on ait tenté la moindre intervention. À 22 ans, l'organisme a des ressources parfois insoupçonnées. Il y avait peut-être une chance sur mille de la sauver, je ne pourrai jamais oublier qu'elle n'a pas été tentée ».
Après la mort de sa fille, il élève Jean-Christophe qu'il surnomme « Bibi ». En 1984, celui-ci se lance dans la chanson et sort un disque avec son groupe appelé « Actuels » et prend le pseudonyme de Christophe Jenac. Jean-Christophe a eu avec l'actrice Ariane Séguillon un fils : Dorian Lauduique, membre du groupe electro-rock Ofenbach.
Guy Lux a également eu un fils hors mariage, Pierre avec l'animatrice Vonny. Il n'a reconnu aucun autre enfant hors mariage. En mai 1993, sa fille Laura Charlotte Montossé qu'il a eue avec Muriel Montossey décède à l'âge de 17 mois.

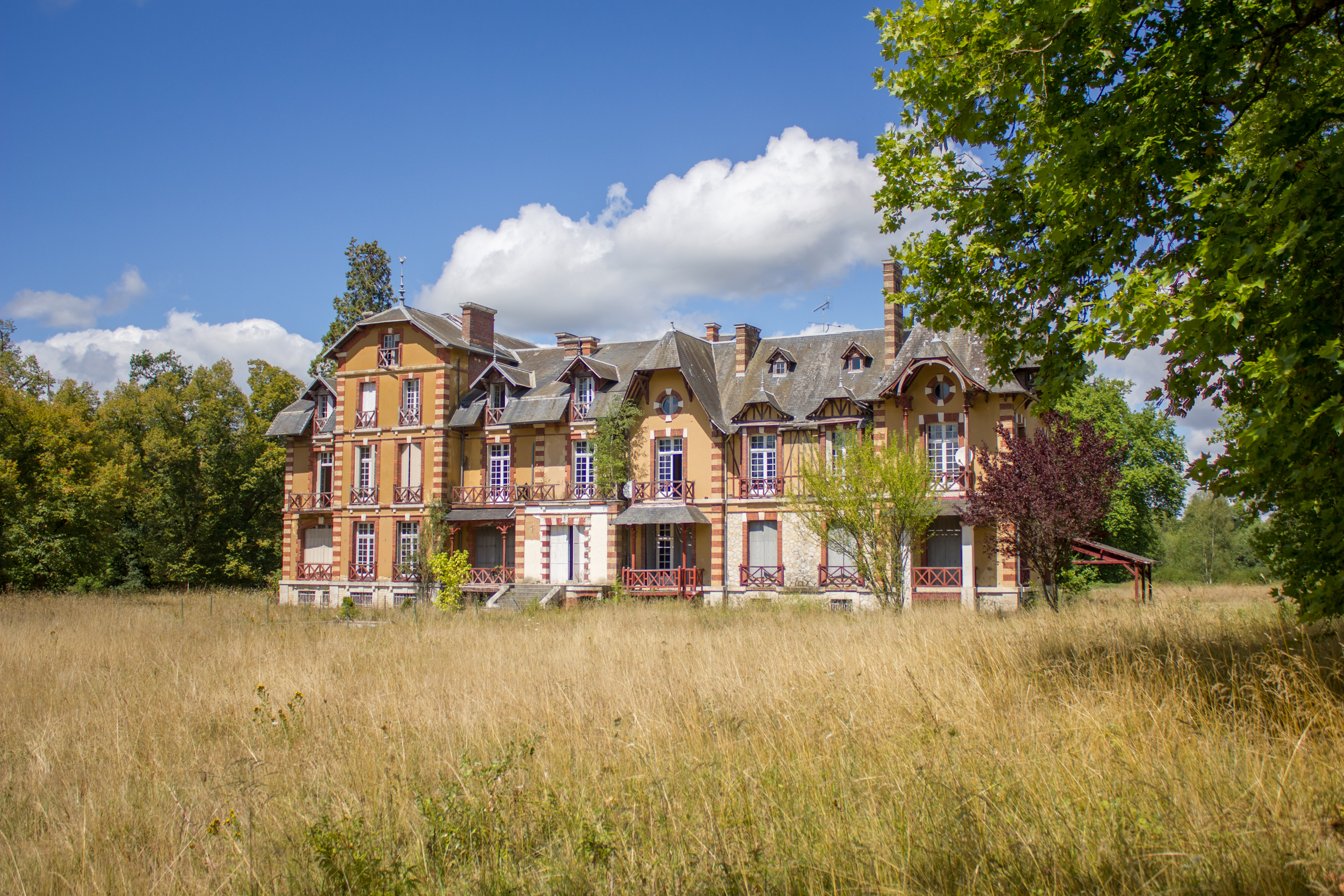
Le manoir de Guy Lux, dans le Loiret.

Guy Lux a vécu pendant plus de trente ans dans un pavillon, une ancienne chapelle réhabilitée, situé à l'angle des rues du Général-Leclerc et Traversière à Saint-Gratien dans le Val-d'Oise. Cette maison n'existe plus, elle a été rasée lors de l'aménagement du parc urbain. Guy Lux a été également propriétaire du château du Moulin aux Lièvres, un manoir du XIXe siècle de style Louis XIII, situé aux Choux, dans le Loiret, à une vingtaine de kilomètres de Montargis. Ce château est resté longtemps à l'abandon, avant d'être repris en 2021,.

### Mort
Guy Lux meurt le 13 juin 2003, à presque 84 ans, à Neuilly-sur-Seine. Il repose au cimetière de Saint-Gratien dans le Val-d'Oise, auprès de son épouse Paulette Lisle (1914-1995) et de sa fille Christiane (1942-1964).

## Émissions

### Émissions présentées, conçues et/ou produites
- 1960-1964 : 
  - Contact sur la RTF
  - La roue tourne sur la RTF
- 1962-1964, 1970-1971, 1973, 1985-1991 : Intervilles (jeu) sur la RTF, l'ORTF, FR3 puis TF1 : coanimation
- 1963 : Monsieur tout le monde (jeu) sur la RTF
- 1964 : L'As et la virgule (jeu diffusé entre octobre et décembre) sur l'ORTF
- 1964-1968, 1976-1981 et 1987 : Interneige (jeu) sur l'ORTF, Antenne 2 puis TF1
- 1965-1967, 1970-1982 : Jeux sans frontières (jeu)
- 1965-1968 : Palmarès des chansons sur l'ORTF
- 1966 : Les Étoiles de la route (jeu)
- 1967 : Les Sept Portes
- 1967 : Impossible n'est pas français (jeu)
- 1968 : Un partenaire en or
- 1968 : Si ça vous chante
- 1969 : Chansons champions
- 1969 : L'arbalète de Noël (jeu)
- 1969-1970 : Le Schmilblick (jeu)
- 1970 : L'avis à deux (jeu de couples)
- 1971 : Les étoiles de la chanson (émission de variétés)
- 1971-1973 : Cadet Rousselle (émission de variétés)
- 1973-1975 : La Une est à vous
- 1974 : Domino (émission de variétés diffusée du 7 mars à fin juin 1974)
- 1974 : French Cancan (émission de variétés diffusée à l'automne 74) sur l'ORTF
- 1975-1976 : Samedi est à vous (émission qui prend la suite de La Une est à vous) sur TF1
- 1975-1976 : Ring Parade (émission de variétés diffusée le dimanche en access-prime time avant le journal de l'A2)
- 1975-1976 : Système 2 (la suite de Ring Parade, émission de variétés diffusée 30 minutes plus tard, après les infos)
- 1976 : Midi Ring (été 1976)
- 1977 : La Bastille en chantant (n° du 14 juillet)
- 1977 : Un taxi en or
- 1978 : Les Six Jours d'Antenne 2 (diffusé à 19 h 45)
- 1978 : Loto Chansons (le samedi après-midi)
- 1978-1981 : Top club
- 1978-1979 : Top Club dimanche (diffusé le dimanche après-midi)
- 1979-1981 : Palmarès 79 - Palmarès 80 - Palmarès 81 (variétés mensuelles puis bimensuelles)
- 1981 : L'escargot (jeu)
- 1983-1985 : Cadence 3 sur FR3
- 1986-1987 : C'est aujourd'hui demain sur FR3
- 1986 : Marius de l'humour (soirée spéciale sur Canal+)
- 31 décembre 1986 : C'est demain 87 sur FR3, émission intégrant l'élection de Miss France 1987
- 1987-1989 : Interglace (jeu)
- 1987-1988 : Intercontinents (jeu)
- 1988 : Interchallenges (jeu)
- 1997 : C'est du Lux, avec Jean-Pierre Foucault et Lagaf'

### Autres émissions conçues et/ou produites
- 1953 : Des jeux à gogo
- 1956 : La tête et les jambes (jeu)
- 1964 : A.B.C. (jeu concours)
- 1966-1967 : Le Palmarès des chansons (3 émissions produites)
- 1976 : C'est dimanche (jeux, sketchs et variétés) animé par Sophie Darel et Jean-Pierre Foucault (Antenne 2)
- 1987-1993 : La Classe animée par Fabrice (FR3/France 3)
- 1987-1991 : La Une est à vous, nouvelle version sur TF1 avec Sylvain Augier puis Bernard Montiel
- 1990 : L'aventure est sur la 3 (FR3)
- 1990-1992 : Succès fous, variétés animées par Patrick Roy, Philippe Risoli et Christian Morin (TF1)
- 1992-1994 : Yacapa (divertissement sur France 3)
- 1994-2000 : Fa si la chanter, jeu animé par Pascal Brunner (France 3)
- 1996 : Case K.O animée par Jérôme Anthony (TF1)
- 1996 : L'Or à l'appel, jeu coproduit avec Claude Savarit, animé par Lagaf'
- 1997 : Capitale d'un soir, divertissement présenté par Philippe Risoli (TF1).

## Filmographie

### Cinéma

#### Acteur
- 1964 : Clémentine chérie, film de Pierre Chevalier : lui-même (présentateur de télévision)
- 1967 : Bang-Bang, film de Serge Piolet : Guy Descartes, l'oncle de Sheila
- 1971 : La Lucarne magique, téléfilm de Pierre Desfons : une personnalité
- 1972 : Les Fous du stade, film de Claude Zidi : un commentateur sportif
- 1977 : Comme sur des roulettes de Nina Companeez : lui-même
- 1983 : Le Bourreau des cœurs de Christian Gion : lui-même

#### Réalisateur
- 1977 : Drôles de zèbres (réalisateur, scénariste, caméo)

### Documentaire
- Les grands hommes du petit écran : Guy Lux, Léon Zitrone, réalisé par Mireille Dumas et diffusé sur France 3 à 20 h 35 le 25 avril 2010.

## Livres
- Inter Lux, Éditions Solar, 1966  (ISBN 9782402311168)
- Coups francs, Stock, 1977.
- Dans les coulisses de mes souvenirs (Intervilles), Carrères, 1986.
- On ne fait que passer, Numéro 1, 1998.

## Dans la culture populaire
Guy Lux est parodié par Goscinny et Uderzo dans Le Domaine des dieux, un album de la série Astérix, avec le personnage Guilus, et par Stéphane Collaro en tant que Gu-Lyx (Cocoricocoboy).